# Gilberto Noletti
Gilberto Noletti (Cusano Milanino, Provincia de Milán, 9 de mayo de 1941-Forlî, 28 de abril de 2024) fue un futbolista italiano. Se desempeñaba en la posición de defensa.

## Carrera

### Club
Criado en el equipo juvenil de Milán, con el que debutó en la Serie A en la temporada 1959-1960, jugó el campeonato de la Serie B 1961-1962 con la Lazio, luego pasó, nuevamente cedido, a la Juventus (14 partidos y un gol en el campeonato 1962-1963, cerrado por los bianconeri en el segundo puesto), para regresar a Milán en el verano de 1963.
Jugó 4 temporadas con los rossoneri, formando la pareja de laterales con Pelagalli, jugando entre otras cosas en la edición de 1963 de la Copa Intercontinental, que los rossoneri perdieron contra el Santos de Pelé y ganando la Copa de Italia 1966-1967.
Su carrera se detuvo abruptamente en enero de 1967 cuando sufrió una rotura del tendón de Aquiles durante un partido contra el Bolonia. Fue vendido a la Sampdoria pero debido a las secuelas de la lesión nunca pudo salir al campo.
Luego se trasladó a Lecco con quien retomó su actividad en la Serie B, y posteriormente a Sorrento, donde permaneció durante tres temporadas, contribuyendo al primer ascenso histórico de la región de Campania a la Serie B y disputando el campeonato de la Serie B 1971-1972. Luego cerró su carrera en la Serie C con Casertana y Grosseto.
En su carrera hizo un total de 89 apariciones y 3 goles en la Serie A y 75 apariciones y un gol en la Serie B.

## Nacional
Disputó, con la selección olímpica nacional, los Juegos Olímpicos de Roma 1960, que los azzurri terminaron en cuarto lugar. 

## Clubes
| Club             | País   | Año         |
| ---------------- | ------ | ----------- |
| A. C. Milan      | Italia | 1959 - 1961 |
| S. S. Lazio      | Italia | 1961 - 1962 |
| Juventus F. C.   | Italia | 1962 - 1963 |
| A. C. Milan      | Italia | 1963 - 1967 |
| U. C. Sampdoria  | Italia | 1967 - 1968 |
| Calcio Lecco     | Italia | 1968 - 1969 |
| Sorrento Calcio  | Italia | 1969 - 1972 |
| Casertana Calcio | Italia | 1972 - 1973 |
| U. S. Grosseto   | Italia | 1973 - 1976 |

## Palmarés

### Campeonatos nacionales
| Título      | Club        | País   | Año     |
| ----------- | ----------- | ------ | ------- |
| Copa Italia | A. C. Milan | Italia | 1966-67 |